# Choose Your Battles
"Choose Your Battles" é uma canção da artista musical estadunidense Katy Perry contida em seu quarto álbum de estúdio Prism (2013). A canção foi escrita e produzida pela própria intérprete juntamente de Greg Wells e co-escrita por Jonatha Brooke. Liricamente, é um hino de empoderamento que usa várias metáforas para descrever um relacionamento deteriorado. A canção recebeu avaliações positivas dos críticos de música profissionais, que destacaram a performance vocal suave de Perry na música e por ser, como um todo, um "momento heroico". Entretanto, um escrito do blog Gawker intitulou o conteúdo lírico como "clichê". Após o lançamento de Prism, a canção atingiu uma posição de número 136 na tabela musical Gaon Download Chart.

## Antecedentes
Perry começou a trabalhar em seu quarto álbum de estúdio em novembro de 2012, que inicialmente ela havia descrito como "mais escuro" do que One of the Boys e Teenage Dream. Entretanto, de acordo com Perry, ela "não tinha deixado a luz entrar." Perry, em última análise, tomou uma direção mais positiva com o registro e, em agosto de 2013, ela revelou que Prism não tinha qualquer "escuridão". Durante uma sessão de perguntas e respostas com os fãs no Twitter, Perry revelou que ela passou cinco meses escrevendo "Choose Your Battles".

## Composição
Similar à maneira como "By the Grace of God" foi composta, "Choose Your Battles" foi produzida pelo cantor e produtor musical canadense Greg Wells. A canção contém batidas tribais acompanhadas por tambores militares no fundo. Assim como "Roar" e outras canções de Prism, é uma canção de autoaceitação com um toque inspirador.
No conteúdo lírico da canção, Perry discute seu relacionamento deteriorado com um homem que ela não entende, a quem ela pede para ser seu "amante." Ela também utiliza "caminhando por um campo minado" como uma metáfora para estar perto de seu parceiro. Perry ascende e usa os "acordes poderosos" em "Eu não estou lutando mais" sobre uma linha de baixo "triunfante". Na canção, Perry soa "com raiva e forte."

## Faixas e formatos
Download digital (como parte da versão deluxe do álbum Prism)
1. "Choose Your Battles" — 4:27

## Créditos e pessoal
Créditos adaptados do encarte oficial de Prism.
Gravação
- Projetada nos estúdios Rocket Carousel Studio (Los Angeles, Califórnia)
- Mixada nos estúdios MixStar Studios (Virginia Beach)

Pessoal
- Katy Perry: vocais principais, composição, produção
- Greg Wells: composição, produção, bateria, sintetizadores, programação
- Jonatha Brooke: composição, calimba
- Serban Ghenea: mixagem
- John Hanes: projeção para mixagem

## Desempenho nas tabelas musicais
Na Coreia do Sul, após o lançamento de Prism, "Choose Your Battles" vendeu 1.587 cópias que forneceram a posição de número 136 na tabela South Korea Gaon Download Chart.

### Posições
| Tabela musical (2013) | Melhor posição |
| --------------------- | -------------- |
| Coreia do Sul (GDC)   | 136            |